# Buxières-d'Aillac

Buxières-d'Aillac este o comună în departamentul Indre, Franța. În 1 ianuarie 2022 avea o populație de 243 de locuitori.